# Urumi (film)
Urumi è un film  del 2011 diretto da Santosh Sivan. Urumi segue le vicende di un guerriero del sedicesimo secolo di nome Chirakkal Kelu Nayanar che vuole vendicare la morte di suo padre. Il film è stato il secondo del suo genere più costoso del periodo in lingua malayalam dopo Kerala Varma Pazhassi Raja (2009).